# مبارزات آزادی بیان

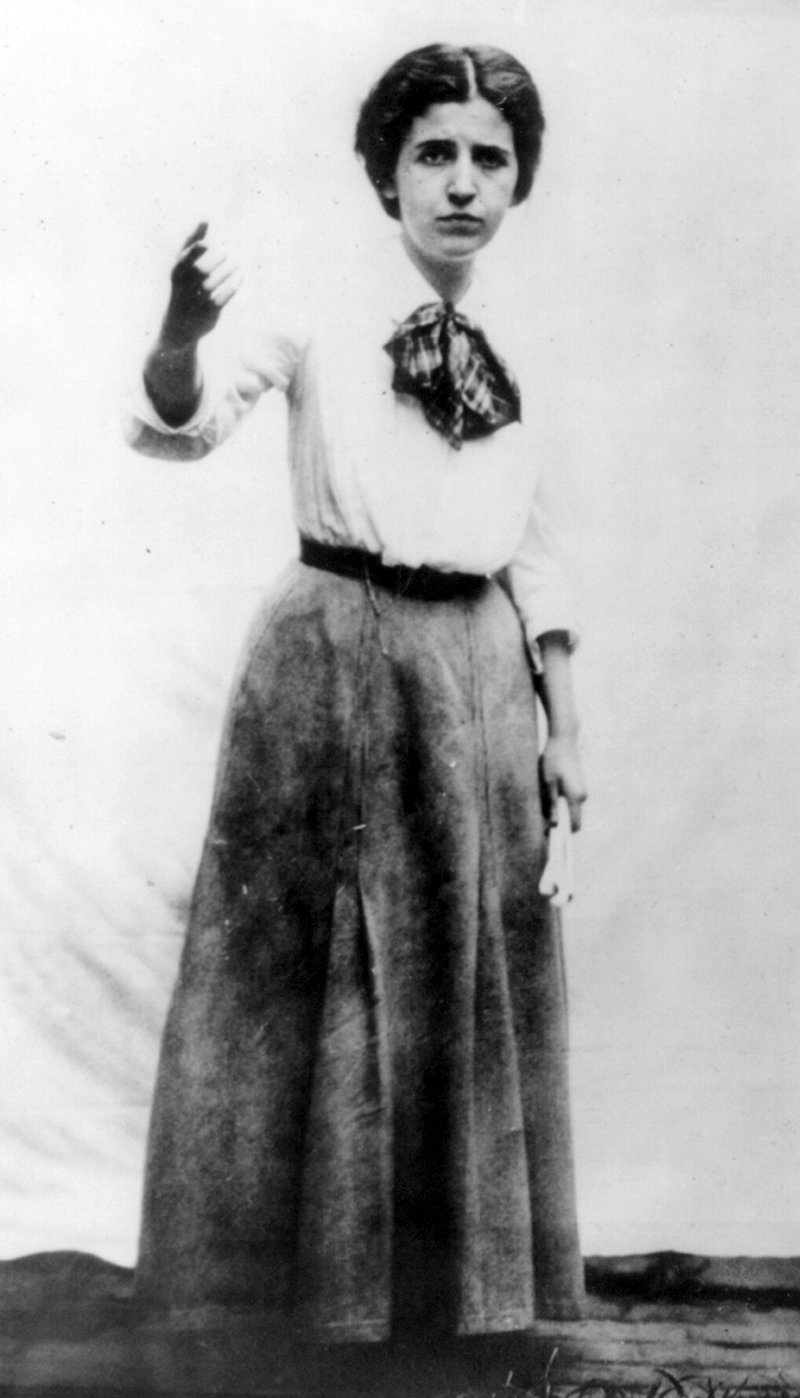
الیزابت گارلی فلین، سخنران آتشین کارگران صنعتی جهان

مبارزات آزادی بیان (انگلیسی: Free speech fights) مبارزه برای آزادی بیان است، به ویژه مبارزاتی که کارگران صنعتی جهان در تلاش برای سازماندهی و آگاه کردن کارگران به کار بسته تا بتوانند صدای جمعشان را بازتاب دهند. در دوران جنگ جهانی اول در ایالات متحده، اعضای IWW (به نام وابیل‌ها) درگیر مبارزه برای آزادی بیان در خصوص مسائل مربوط به کارگران شدند و با دنیای صنعتی در حال توسعه آن روز و همچنین حزب سوسیالیست ارتباط داشتند. وابیل‌ها، همراه با گروه‌های رادیکال دیگر، اغلب با مخالفت (خشونت‌آمیز و غیره) به مبارزه با دولت‌های محلی و به ویژه صاحبان کسب‌وکار برای برقرار آزادی بیان پرداختند
IWW سازماندهی کارگران روزمزد (به ویژه در شهرهای غرب آمریکا) را که در کارهای بسیار فصلی مشغول به کار بودند به دست گرفته و با دیدار ایشان در خیابان‌ها، مسائل معاصر را مورد بحث قرار می‌دادند و با گوش دادن به سخنرانان آگاهی‌ها را بالا می‌بردند؛ در آن زمان، این روش بسیار محبوب سازمان بود. این حوادث اغلب با درگیری با پلیس هنگام برگزاری جلسات خیابانی و دستگیری آنها منجر می‌شد. بدتر از همه مبارزات آ زادی بیان در سانتیاگو کالیفرنیا بود زیرا IWW میزان قابل توجهی از آگاهی عمومی را به سمت خود جذب کرده بود، و همین موجب بروز خشم عظیم صاحبان قدرت علیه سازمان‌های کارگری ای که توسط IWW سازماندهی شده بودند شد و این سازمان در مرکز افکار عمومی آمریکا قرار داد؛ و عاملی برای شدت خشونت توسط نیروهای ضد کارگری علیه IWW شد؛ این خشونت‌ها شامل آدم‌ربایی و به عنوان مثال قیر مالیدن به بدن بن ریتمن که یک پزشک و عاشق اما گلدمن بود.
به‌طور کلی، در مبارزه برای آزادی بیان هر حادثه ای ممکن بود به دلیل فعالیت رخ دهد. به عنوان مثال، جنبش آزادی بیان، که با درگیری ای در دانشگاه کالیفرنیا، برکلی در دهه ۱۹۶۰ آغاز شد، جزو مبارزات آزادی بیان به‌شمار می‌آید.

## IWW و «مبارزه آزاد سخنرانی»
IWW تقریباً طی سالهای ۱۹۰۷ تا ۱۹۱۶ جنبش آزادی بیان را به پیش برد. در آنزمان اعضای IWW که به وابیل‌ها موسوم بودند، با اتکا به آزادی بیان، که جزو متمم اول قانون اساسی ایالات متحده تضمین شده است، به آنها اجازه داده می‌شد تا بتوانند مفهوم تشکیل یک اتحاد بزرگ کارگری را به سایر کارگران بیان کنند. در مجامعی که مقامات منافع خود را در تضاد با پیشرفت اتحادیه‌ها و تهدید آن می‌دیدند، اقدام به جلوگیری از سخنرانی‌های خیابانی توسط پلیس در دستور کار قرار گرفت و اعمال محدودیتها آغاز شد.
IWW برای پیشبرد جنبش با به‌کارگیری تاکتیک‌های گوناگونی از جمله تاکتیک گذاشتن سیلی از سخنرانی‌ها در یک منطقه به مبارزه تبلیغاتی آزاد خود ادامه دادند. در ادامه با استفاده از شورشیان افراطی که با نقض دستور مقامات آنها را به چالش می‌کشیدند، منجر به دستگیری تعداد زیادی از آنها گردید؛ و اغلب با جرایم سنگینی مواجه می‌شدند. با این حال فعالان اتحادیه به فعالیت‌هایشان از طریق راه اندازی کامیون‌های تبلیغی در بزرگراه به این فعالیت‌ها لاینقطع ادامه می‌دادند، یا با رفتن به شهرهای کوچک که اغلب ممنوعیت سخنرانی در آن اعمال می‌شد به سخنرانی می‌پرداختند یا با به‌کارگیری شیوه‌های دیگری خود را برای ادامه فعالیت‌ها منطبق می‌کردند.